# Desconstrução e religião
O termo desconstrução-e-religião descreve um modo não teísta de pensamento que procede de uma teologia e de um quadro desconstrutivo. Em termos de teologia dogmática, desconstrução-e-religião varia do certamente ateu até o quase ateu.
Aqueles que têm uma abordagem desconstrutiva da religião se identificam de perto com o trabalho de Jacques Derrida, especialmente o seu trabalho mais posterior. De acordo com Slavoj Zizek, em meados da década de 80, a obra de Derrida mudou de constituir uma teologia negativa radical para ser uma forma de idealismo Kantiano. John D. Caputo descreve o trabalho de Derrida na década 70 como um nietzscheano livre jogo de significantes, enquanto ele descreve o trabalho de Derrida na década de 90 como uma "religião sem religião."

## Indesconstrutibilidade

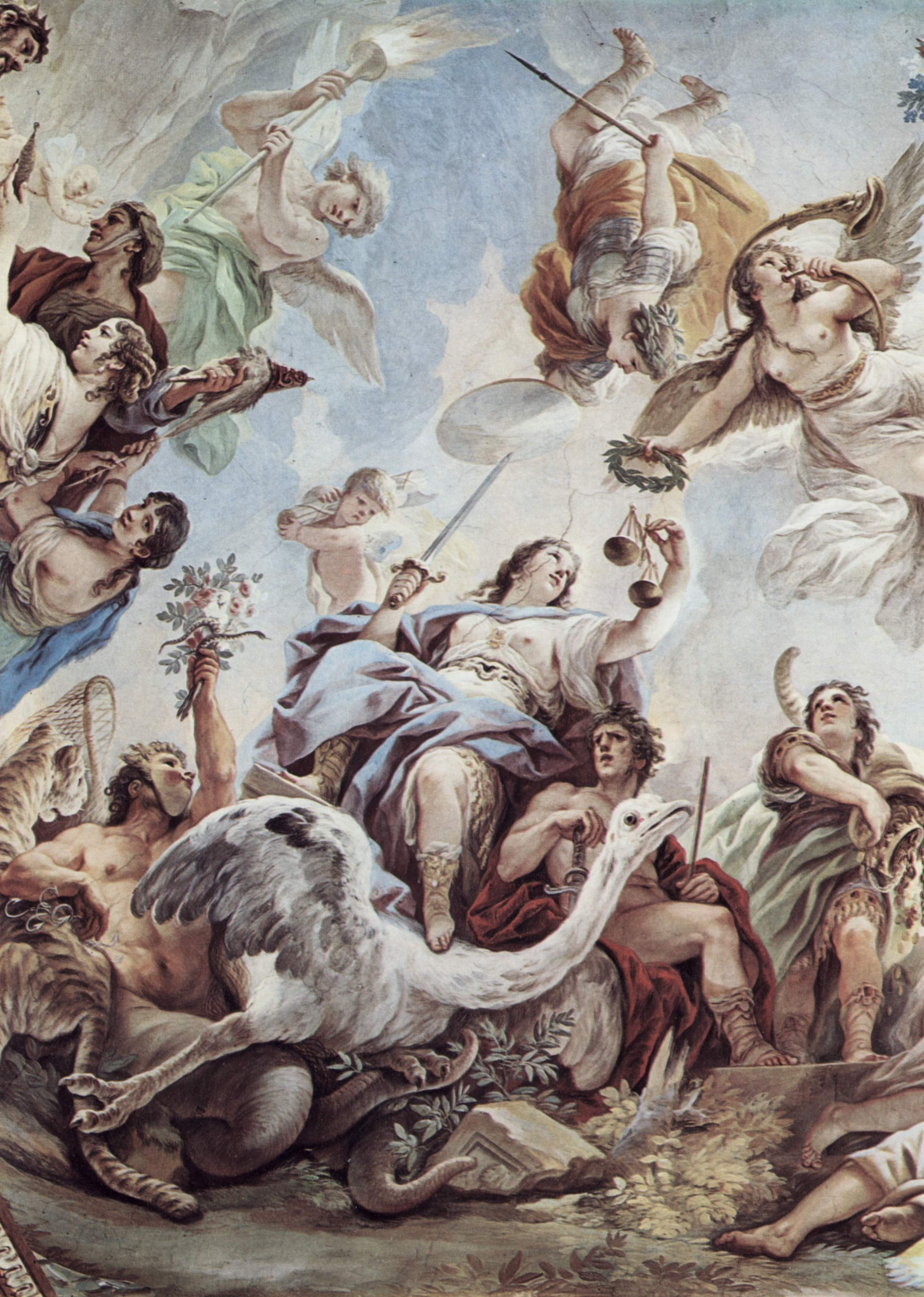
A Justiça por Luca Giordano

Uma característica fundamental do trabalho de Derrida é a noção de Indesconstrutibilidade. No pensamento de Derrida, a desconstrução existe no intervalo entre as construções e indesconstrutibilidades. O primeiro exemplar dessa relação é a relação entre a lei, a desconstrução e a justiça. Derrida resume a relação, dizendo que justiça é a condição indesconstrutível que torna a desconstrução possível. No entanto, a justiça referida por Derrida é indeterminada e não um ideal transcendente.
A lei é feita de construções humanas necessárias, enquanto a justiça é o chamado indesconstrutível de fazer leis. A lei pertence ao reino do presente, do possível, e do calculável, enquanto que a justiça pertence ao reino do ausente, do impossível, e do incalculável. A desconstrução cria pontes entre o fosso da lei e da justiça, como a experiência da aplicação da lei de forma justa. A justiça exige que uma ocorrência singular seja respondida com uma novidade, unicamente costurada da lei. Assim, uma leitura desconstrutiva da lei é um salto do calculável para o incalculável.
Na desconstrução, a justiça assume a estrutura de uma promessa ausente, e impossibilidade que pode ser feita presente e possível. Na medida em que a desconstrução é motivada por essa promessa, ela escapa do binário tradicional presença/ausência porque a promessa não é nem presente nem ausente. Portanto, uma leitura desconstrutiva nunca definitivamente alcança a justiça. A justiça é sempre adiada.

## Escritores
| - John D. Caputo - Hélène Cixous - Simon Critchley - Hamid Dabashi - Jacques Derrida - Martin Hägglund - Jean-Luc Nancy | - Jeffrey W. Robbins - Richard Rorty - Mark C. Taylor - Bernard Stiegler - Gianni Vattimo - Charles Winquist |